# Jungermannia comata
Jungermannia comata là một loài Rêu trong họ Jungermanniaceae. Loài này được Nees mô tả khoa học đầu tiên năm 1830.